# ديميتريوس دراس
ديميتريوس دراس (باليونانية: Δημήτριος Δάρας)‏ هو لاعب كرة قدم يوناني في مركز الهجوم، ولد في 21 أبريل 1956 في اليونان. لعب مع فيردر بريمن ونادي أبولون سميرني ونادي كافالا وهولشتاين كيل.

## وصلات خارجية
- ديميتريوس دراس على موقع قاعدة بيانات كرة القدم.إي يو (الإنجليزية)
- ديميتريوس دراس على موقع بيانات كرة القدم. دي إي (الألمانية)
- ديميتريوس دراس على موقع عالم كرة القدم.نت (الإنجليزية)